# آلفرد پروبست
آلفرد پروبست (انگلیسی: Alfred Probst؛ ۱۸۹۴ – آوریل ۱۹۵۸) قایقران روئینگ اهل سوئیس بود.
وی در مسابقات کشوری و بین‌المللی در مجموع برندهٔ ۳ مدال طلا، ۱ مدال برنز شده‌است.